# Останнє кохання
«Останнє кохання» («Şirbalanın məhəbbəti») — радянський художній фільм 1991 року, знятий режисером Джамілем Кулієвим на студії «Ама-фільм».

## Сюжет
Музична комедія за мотивівами однойменного твору Р. Ахмедзаде. Фільм розповідає про забавні та розважальні, любовні пригоди головного героя.

## У ролях
- Гаджибаба Багіров — Ширбала
- Гаміда Омарова — Назлі
- Кюбрабеїм Алієва — Умбулніса
- Новруз Алієв — Гуламелі
- Дадаш Казімов — дядько Ширбали
- Талят Рахманов — дядько Назлі
- Нігяр Багірова — дочка Ширбали
- Арзу Багірова — дочка Ширбали
- Полад Оджагов — син Ширбали
- Аяз Ісмаїлов — син Ширбали
- Вюгар Мустафаєв — син Ширбали
- Ханим Кафарова — секретар
- Бахтіяр Керімов — епізод
- Фуад Ахмедов — лікар СЕС
- Наміг Мамедов — епізод
- Агарафі Рагімов — Балаоглан
- Набі Кадиров — епізод
- Зіллі Намазов — епізод
- Шамсі Шамсізаде — епізод
- Емма Пірієва — жінка в парку
- Аріф Керімов — родич Назлі
- Севіль Кішиєва — епізод
- Джаміль Кулієв — родич Назлі
- Е. Оджагов — епізод

## Знімальна група
- Режисер — Джаміль Кулієв
- Сценаристи — Гаджибаба Багіров, Зульфюгар Руфатогли
- Оператор — Юрій Варновський
- Композитор — Джаваншир Кулієв
- Художник — Маїс Агабеков